# Artist First
Artist First è un'etichetta discografica indipendente e società di distribuzione discografica italiana, fondata da Claudio Ferrante.

## Storia
L'etichetta fu fondata nel 2009 dall'imprenditore Claudio Ferrante, di cui è presidente, per la produzione e distribuzione discografica in Italia tramite la società A1 Entertainment. La società distribuisce prodotti musicali anche tramite il marchio e store Music First. Il 1º luglio 2016 Artist First acquisisce in esclusiva per l'Italia i diritti di distribuzione della casa discografica indipendente Sugar Music di Caterina Caselli.

### Artisti

#### Produzione
- Anna Tatangelo
- Alex Wyse
- Alfa
- Aaron
- Cristiano Malgioglio
- Le Vibrazioni
- Zero Assoluto
- Vybes

#### Solo distribuzione
- Dardust[6] (Sony Music)
- Il Solito Dandy (Neverending Mine/Warner)
- Federica Camba (La Nina Music, Warner Chappell)
- Irene Grandi (Cose da Grandi)
- Legno (Apollo Records Italia)
- Luigi Strangis (21co)
- Nesli (Sony Music Publishing)
- Fulminacci (Maciste Dischi)
- Francesco Gabbani[7] (BMG Rights Management)
- Gazzelle (Maciste Dischi)
- Sophie and the Giants (Universal Music Group)

Artisti Sugar Music
- Bais
- Cali
- Francesco Motta
- Gioia
- Lucio Corsi
- Madame
- Negramaro
- Raphael Gualazzi
- Riccardo Sinigallia
- Sangiovanni
- Tripolare
- Paulo